# Disa baurii
Disa baurii é uma espécie de orquídea terrestre com pequenas flores, pertencente à subtribo Disinae. Apesar de ter sido classificada em Herschelianthe por alguns anos após 1983, análises moleculares comprovaram seu melhor posicionamento no gênero Disa.
Esta espécie é habitante de ampla área que vai da Tanzânia à África do Sul. Trata-se de planta delicada, com aparência gramínea, de poucas folhas macias, com inflorescências de poucas flores, geralmente azuladas, com pétalas falcadas e labelo ovalado.